# 科科拉拉 (愛達荷州)
科科拉拉（英語：Cocolalla）是位於美國愛達荷州邦納縣的一個非建制地區。

## 地理
科科拉拉的座標為48°06′29″N 116°37′03″W / 48.10806°N 116.61750°W，而該地的平均海拔高度為677米（即2221英尺）。